# Брандис на Лаби-Стара Болеслав
Брандис на Лаби-Стара Болеслав (чеш. Brandýs nad Labem-Stará Boleslav) град је у Чешкој Републици, у оквиру историјске покрајине Бохемије. Брандис на Лаби-Стара Болеслав град у оквиру управне јединице Средњочешки крај, где припада округу Праг-исток.
Брандис на Лаби-Стара Болеслав је млад град, настао 1960. године спајањем два дотад засебна града, Брандиса на Лаби и Старе Болеслава.

## Географија
Брандис на Лаби-Стара Болеслав се налази у средишњем делу Чешке републике. Град је удаљен од 30 km источно од главног града Прага.
Град Брандис на Лаби-Стара Болеслав се налази у области средишње Бохемије, на реци Лаби, која дели град на два његова некадашња засебна дела. Надморска висина града је око 170 m. Град је долинском подручју реке, а јужно од града издиже се Чехоморавско побрђе.

## Историја
Подручје Брандиса на Лаби-Старе Болеслава било је насељено још у доба праисторије. Посебно је важан град Стара Болеслав, као најстарије место ходочашћа на тлу данашње Чешке. Први помен датог насеља везује се за годину 935. У 11. веку ту се град романичка црква, место ходочашћа. У 14. веку Стара Болеслав добија градска права.
1919. године Брандис на Лаби и Стара Болеслав су постали део новоосноване Чехословачке. 1960. године спајањем оба града створен је нови град, Брандис на Лаби-Стара Болеслав. У време комунизма нови град је нагло индустријализован. После осамостаљења Чешке дошло је до проблема са преструктурирањем привреде, али и до раста града услед близине Прага.

## Становништво
Брандис на Лаби-Стара Болеслав данас има око 18.000 становника и последњих година број становника у граду брзо расте због близине Прага и развоја града као његовог удаљенијег предграђа.
Поред Чеха у граду живе и Словаци и Роми.

## Слике градских грађевина
- Богородичина црква у Старој Болеславу
- Маријин трг у Старој Болеславу
- Масариков трг у Брандису на Лаби
- Градска кућа Брандиса на Лаби

## Партнерски градови
- Геделе
- Монтескудајо